# Váltókapcsoló

A keresztváltó-váltókapcsoló áramköri jele

Egy keresztváltó-kapcsoló négy elektromos csatlakozóval rendelkező kapcsoló, melynek segítségével egy áramkör tetszőlegesen sok pontról kapcsolható be, illetve ki. Váltókapcsolásoknál alkalmazzák, így oldható meg például egy nagy terem világításának kapcsolása minden egyes bejárattól. Váltókapcsolóra csak akkor van szükség, ha a kapcsolási pontok száma három, vagy több. Két kapcsolási pont esetén az áramkör alternatív kapcsolókkal is megoldható. A váltókapcsolót mindig két alternatív kapcsoló (valójában ezt nevezik váltókapcsolónak) közé szerelik be.  
Szerelési rajz:  

Váltókapcsolás (alternatív kapcsolás) az épületvillamosságban, olyan helyeken használják ahol egy áramkört (pl.:lámpát) két helyről szeretnének kapcsolni. Közlekedési terekben, folyosókon. Olyan folyosókon ahol a két bejárat egymástól 4 m-nél távolabb van, kötelező a váltókapcsolás. Ha három vagy több helyről szeretnénk ugyan azt a fogyasztót kapcsolni, az alternatív kapcsolók közé keresztkapcsolókat kell helyeznünk. Ilyen estekben azonban gazdaságosabb lehet a nyomógombokkal és impulzusrelével kialakított egyszerű vezérlés.